# Contacto de punto cuántico
Un contacto de punto cuántico (quantum point contact, QPC) es una constricción estrecha entre dos amplias regiones electro conductoras, de un ancho comparable a la longitud de onda electrónica (de nanómetro a micrómetro). Los contactos de punto cuántico fueron mencionados por primera vez en 1988 por un grupo holandés (Van Wees y otros), e independientemente, por un grupo británico (Wharam y otros).

## Fabricación
Hay diferentes maneras de fabricar un QPC. Por ejemplo, puede ser realizado en una juntura-rota??? separando una pieza de conductor hasta que se rompa. El punto de ruptura forma el contacto de punto. De una manera más controlada, los contactos de punto cuántico son formados en los gases de electrones de 2 dimensiones (2DEG), ej. en heteroestructuras de GaAs/AlGaAs. Aplicando un voltaje a electrodos de puerta forma conveniente, el gas de electrón puede ser agotado localmente y muchos tipos de diferentes regiones conductoras pueden ser creadas en el plano del 2DEG, entre ellos, los puntos cuánticos y los contactos de punto cuánticos.
Otros medios de crear un contacto de punto es colocando una punta de un microscopio de efecto túnel cerca de la superficie de un conductor.

## Lectura adicional
- H. van Houten and C.W.J. Beenakker (1996). «Quantum point contacts». Physics Today 49 (7): 22-27.
- C.W.J.Beenakker and H. van Houten (1991). «Quantum Transport in Semiconductor Nanostructures». Solid State Physics 44.
- B.J. van Wees et al. (1988). «Quantized conductance of point contacts in a two-dimensional electron gas». Physical Review Letters 60: 848-850.
- D.A. Wharam et al. (1988). «One-dimensional transport and the quantization of the ballistic resistance». J. Phys. C 21: L209.
- J.M. Elzerman et al. (2003). «Few-electron quantum dot circuit with integrated charge read out». Physical Review B 67: 161308.
- K. J. Thomas et al. (1996). «Possible spin polarization in a one-dimensional electron gas». Physical Review Letters 77: 135.
- Nicolás Agraït, Alfredo Levy Yeyati, Jan M. van Ruitenbeek (2003). «Quantum properties of atomic-sized conductors». Physics Reports 377: 81.